# Wrząca (gromada)
Wrząca – dawna gromada, czyli najmniejsza jednostka podziału terytorialnego Polskiej Rzeczypospolitej Ludowej w latach 1954–1972.
Gromady, z gromadzkimi radami narodowymi (GRN) jako organami władzy najniższego stopnia na wsi, funkcjonowały od reformy reorganizującej administrację wiejską przeprowadzonej jesienią 1954 do momentu ich zniesienia z dniem 1 stycznia 1973, tym samym wypierając organizację gminną w latach 1954–1972.
Gromadę Wrząca z siedzibą GRN we Wrzącej utworzono – jako jedną z 8759 gromad na obszarze Polski – w powiecie sławieńskim w woj. koszalińskim na mocy uchwały nr 43/54 WRN w Koszalinie z dnia 5 października 1954. W skład jednostki weszły obszary dotychczasowych gromad Wrząca, Słonowiczki, Kczewo, Słonowice, Dobrzęcino, Bzowo i Ściegnica ze zniesionej gminy Żukowo w tymże powiecie. Dla gromady ustalono 16 członków gromadzkiej rady narodowej.
1 stycznia 1956 gromadę włączono do powiatu słupskiego w tymże województwie.
31 grudnia 1959 z gromady Wrząca wyłączono wieś Dobrzęcino, włączając ją do gromady Sycewice w tymże powiecie; do gromady Wrząca włączono natomiast wsie Kuleszewo i Zagórki ze zniesionej gromady Kończewo tamże.
31 grudnia 1968 do gromady Wrząca włączono wsie Runowo Sławieńskie, Dobrzęcino i Komorczyn ze zniesionej gromady Sycewice w tymże powiecie.
31 grudnia 1971 gromadę Wrząca zniesiono, a jej obszar włączono do gromady Kobylnica w tymże powiecie.